# أليخاندرا ماير
أليخاندرا ماير (بالإسبانية: Alejandra Meyer)‏ هي ممثلة مكسيكية، ولدت في 26 فبراير 1937 في المكسيك، وتوفيت في 7 نوفمبر 2007 بمدينة مكسيكو في المكسيك. بدأت مشوارها المهني سنة 1953.

## وصلات خارجية
- أليخاندرا ماير على موقع IMDb (الإنجليزية)
- أليخاندرا ماير على موقع ألو سيني (الفرنسية)
- أليخاندرا ماير على موقع أول موفي (الإنجليزية)
- أليخاندرا ماير على موقع أول موفي (الإنجليزية)
- أليخاندرا ماير على موقع قاعدة بيانات الفيلم (الإنجليزية)
- أليخاندرا ماير على موقع كينوبويسك (الروسية)